# الأجيال الجديدة من حزب الشعب (إسبانيا)
الأجيال الجديدة من حزب الشعب هو جناح الشباب في حزب الشعب. تعمل في جميع أنحاء إسبانيا ولديها أيضًا هياكل في بلدان أخرى. يشتركون في نفس البرنامج الأيديولوجي لحزب الشعب: أيديولوجية يمين الوسط والليبرالية الاقتصادية، وفقًا لمنظمتهم الخاصة، والمركز الإصلاحي.
هدفهم الرئيسي هو إشراك الشباب في السياسة من خلال دعم سياسات ومبادئ وقيم الحزب من خلال تطوير المادة 48 من الدستور الإسباني.
لديها أكثر من 100.000 عضو في جميع أنحاء إسبانيا، ما يقرب من 65٪ من الشباب يشاركون في المنظمات السياسية.

## التاريخ
تم إنشاء الأجيال الجديدة كأجيال جديدة من تحالف الشعب في عام 1978، بدعم من قيادة التحالف السابقة والأمناء وخورخي فيرسترينج. انعقد أول اجتماع لها في 17 و18 أبريل من ذلك العام وانتُخبت لويولا كأول رئيسة لها. في وقت لاحق في سبتمبر 2006 خلال المؤتمر الوطني الثاني عشر في توليدو تم تعيينها الرئيس الفخري المؤسس.
في 13 يوليو 1997 اغتيل ميغيل أنخيل بلانكو جاريدو وهو عضو في الأجيال الجديدة وعضو مجلس بلدية إيرموا (فيزكايا) على يد إيتا.